# Andrzej Gąszczołowski
Andrzej Gąszczołowski (ur. 4 sierpnia 1932 w Kunicach koło Opatowa) – polski oficer polityczny, pułkownik ludowego Wojska Polskiego, sekretarz do spraw propagandy Komitetu Wojewódzkiego PZPR w Poznaniu (1982-1990).

## Życiorys
Syn Rudolfa i Henryki. Członek PZPR od 1950 roku. Od 1950 w ludowym Wojsku Polskim. Absolwent liceum pedagogicznego, Oficerskiej Szkoły Politycznej oraz Wojskowej Akademii Politycznej im. Feliksa Dzierżyńskiego. Doktorat obronił na Uniwersytecie im. Adama Mickiewicza w Poznaniu. Podczas 40-letniej służby wojskowej był m.in. wykładowcą w Oficerskiej Szkole Politycznej, zastępcą dowódcy do spraw politycznych 60 lotniczego pułku szkolnego w Radomiu, zastępcą komendanta Wydziału Wojsk Lądowych Akademii Sztabu Generalnego oraz kierownikiem Ośrodka Pracy Ideowo-Wychowawczej Dowództwa Wojsk Lotniczych w Poznaniu. W październiku 1982 powołany na członka Egzekutywy oraz sekretarza do spraw propagandy Komitetu Wojewódzkiego PZPR w Poznaniu (do rozwiązania PZPR w styczniu 1990). W 1990 przeniesiony do rezerwy.
Współtwórca Obywatelskiego Ruchu Obrony gen. Wojciecha Jaruzelskiego - Przeciwko Bezprawiu.

## Odznaczenia
- Krzyż Oficerski Orderu Odrodzenia Polski
- Krzyż Kawalerski Orderu Odrodzenia Polski
- Złoty Krzyż Zasługi
- Medal 40-lecia Polski Ludowej
- Złoty Medal „Siły Zbrojne w Służbie Ojczyzny”
- Srebrny Medal „Siły Zbrojne w Służbie Ojczyzny”
- Brązowy Medal „Siły Zbrojne w Służbie Ojczyzny”
- Złoty Medal „Za zasługi dla obronności kraju”
- Srebrny Medal „Za zasługi dla obronności kraju”
- Brązowy Medal „Za zasługi dla obronności kraju”
- inne medale i odznaczenia

## Źródła
- Biuletyn Informacji Publicznej Instytutu Pamięci Narodowej,Dane osoby z katalogu kierowniczych stanowisk partyjnych i państwowych PRL
- Spotkania z Generałem. Wspomnienia, refleksje, Wydawnictwo Polifot, Wrocław 2009, str. 370